# Łysak piękny

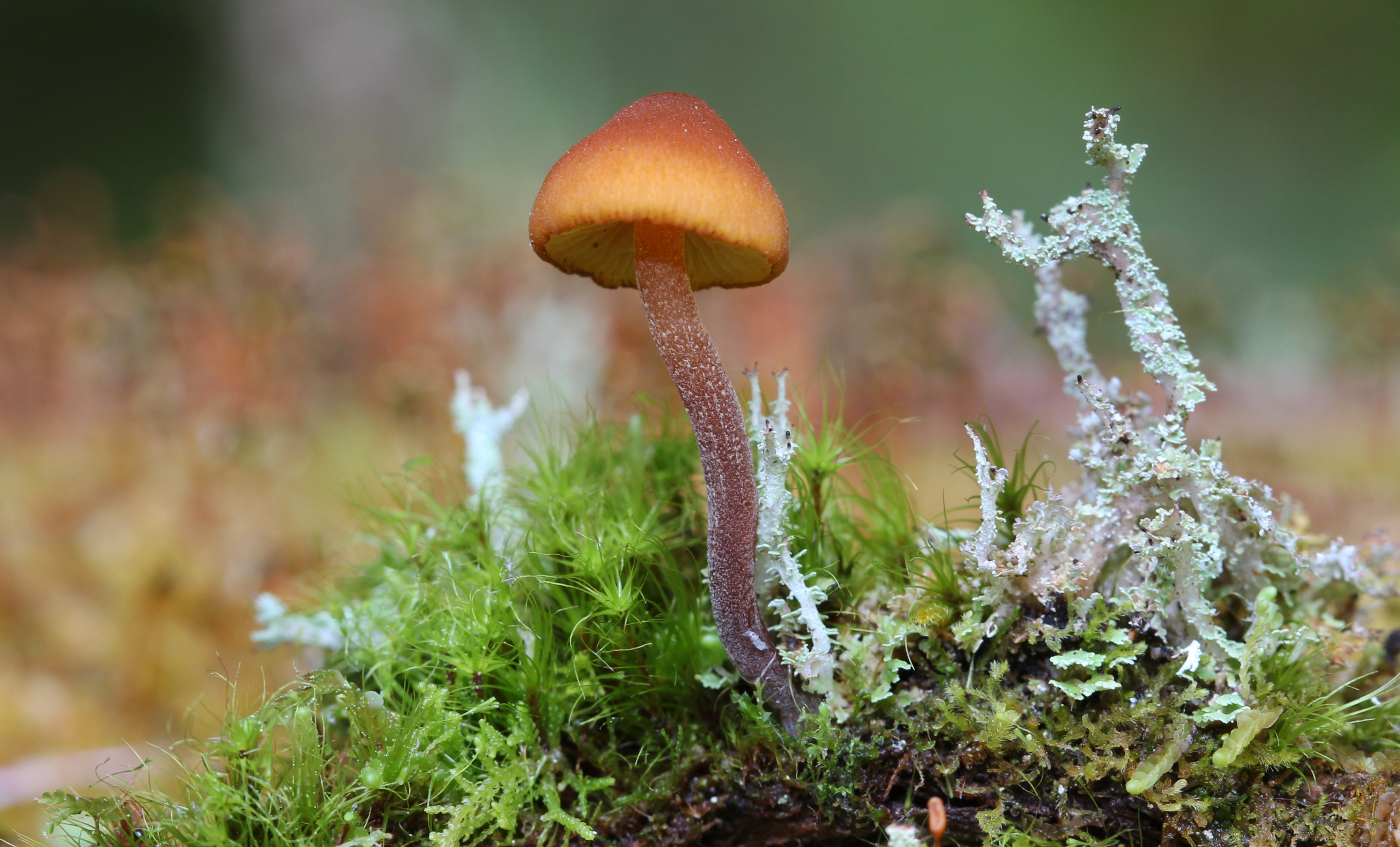

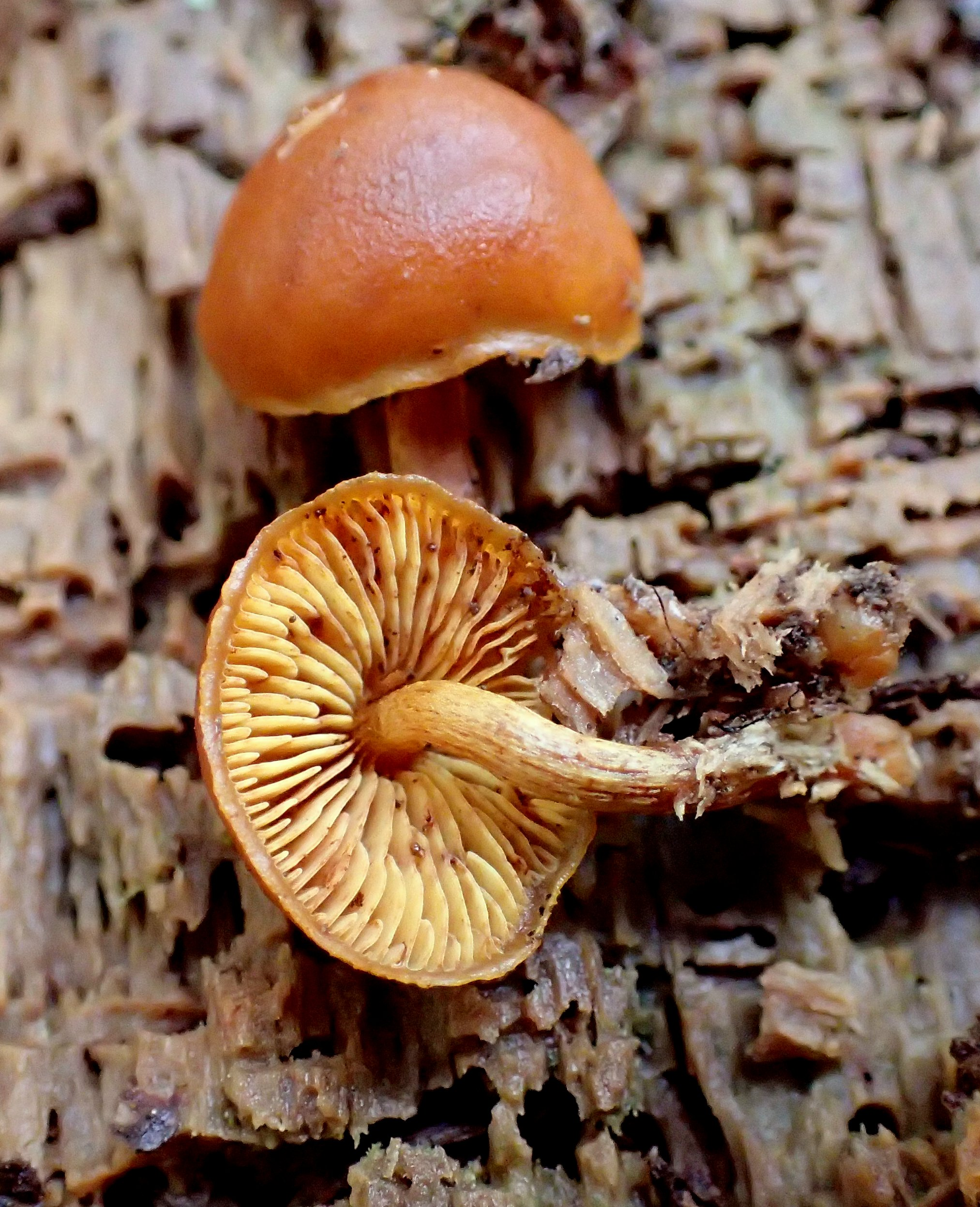

Łysak piękny (Gymnopilus bellulus (Peck) Murrill) – gatunek grzybów należący do rodziny podziemniczkowatych (Hymenogastraceae).

## Systematyka i nazewnictwo
Pozycja w klasyfikacji według Index Fungorum: Gymnopilus, Hymenogastraceae, Agaricales, Agaricomycetidae, Agaricomycetes, Agaricomycotina, Basidiomycota, Fungi.
Po raz pierwszy takson ten zdiagnozował w 1873 roku Charles Horton Peck, nadając mu nazwę Agaricus bellulus. Obecną, uznaną przez Index Fungorum nazwę, nadał mu w 1965 roku William Alphonso Murrill Synonimy:
- Agaricus bellulus Peck 1873
- Flammula bellula (Peck) Pilát 1951
- Fulvidula bellula (Peck) Joss. 1948
- Gymnopilus bellulus var. sirsinus S.M. Kulk. 1990
- Naucoria bellula (Peck) Sacc. 1887
- Naucoria intertrunca Pilát 1953

Nazwę polską zaproponował Władysław Wojewoda w 2003 r.

## Morfologia
Kapelusz
Średnica 1–2,5 cm, początkowo wypukły, potem rozpostarto–wypukły, czasami nieco stożkowy. W stanie wilgotnym prążkowany. Powierzchnia naga lub drobno łuseczkowata. Brzeg początkowo podwinięty, potem prosty. Barwa pomarańczowo–brązowa do czerwonawo–brązowej lub czerwonawo–żółtej, czasami całkowicie pomarańczowa lub morelowa.
Blaszki
Wąskie, przyrośnięte lub wykrojone ząbkiem, początkowo jasnożółte, potem ciemnożółte, ochrowe lub szafranowe.
Trzon
Wysokość 1,5–3 cm, grubość 1,5–3 mm, początkowo pomarańczowo-szafranowy, potem w dolnej części cynamonowy lub rdzawy. Wierzchołek zazwyczaj pozostaje bledszy, u młodych owocników bladoszafranowo oprószony, potem kremowożółty do bladoszafranowego i jedwabisty. Brak osłony.
Cechy mikroskopowe
Zarodniki małe (5,2–) 5,6–6,4 × 3,2–3,6 µm, w KOH rdzawożółte, elipsoidalne do elipsoidalno-migdałowatych, w widoku z boku z wyraźnym wgłębieniem przy wierzchołku, rdzawe, o powierzchni umiarkowanie lub grubo brodawkowanej, bez plam, lekko dekstrynoidalne (z bladym czerwonawobrązowym odcieniem w odczynniku Melzera). Podstawki 4–zarodnikowe, 19–22 × 5–6 µm, cylindryczne do wąsko maczugowatych, ze zwężeniem na środku. Cheilocystydy liczne, ale słabo rozróżnialne, 18–25 × 3–6 µm, cylindryczne, z tępym wierzchołkiem, szyjką o długości 5–2 µm i główką 3–4 µm, cienkościenne. Pleurocystyd brak. Trama blaszek regularna, zbudowana z cylindrycznych strzępek o szerokości 2–8 (–10) µm, o ścianach żółtordzawo inkrustowanych. Skórka kapelusza zbudowana z cylindrycznych komórek o szerokości 4–13 (–16) µm. Brak pilocystyd. W skórce trzonu gęsto ułożone strzępki o szerokości 1,5–3 µm z żółtawordzawymi inkrustacjami, w miejscach z gniazdami splecionych strzępek. Brak kaulocystyd. Występują sprzążki.

## Występowanie i siedlisko
Łysak piękny występuje w Europie i Ameryce Północnej. W piśmiennictwie naukowym na terenie Polski do 2003 r. podano dwa stanowiska (Babiogórski, 1979 i Pieniński Park Narodowy, 1990), w późniejszych latach podano następne.
Grzyb saprotroficzny. Owocniki występują pojedynczo lub w małych grupkach na próchniejącym drewnie drzew iglastych.